# Cratere Columbus
Columbus  è un cratere sulla superficie di Marte.